# Биотехнологическое получение водорода

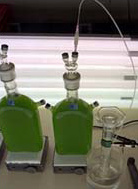
Действующий водородный элемент, содержащий культуру хламидомонад

Биологическое получение водорода при помощи водорослей — процесс биологического расщепления воды, сопровождающийся выделением молекулярного водорода, которое осуществляется в замкнутом фотобиореакторе одноклеточными зелёными водорослями — хламидомонадами или хлореллами. Данная технология образования биоводорода основана на адаптивном переключении фотометаболизма водорослей в ответ на неоптимальные условия среды и была предложена в 1990-х годах после обнаружении эмиссии водорода культурой хламидомонады Рейнгардта, которую вызвал дефицит серы.

## История
В 1939 году немецкий исследователь Ханс Гаффрон, работая в Чикагском университете, обнаружил, что изучаемая им зелёная водоросль Chlamydomonas reinhardtii иногда переключается с производства кислорода на производство водорода. Гаффрон не смог установить причину этого переключения. В конце 1990-х годов профессор Анастасис Мелис, работая исследователем в Беркли, обнаружил, что в условиях недостатка серы хламидомонады прекращают осуществлять фотосинтез с выделением кислорода и переключается на выделение водорода. Он обнаружил ответственный за это поведение фермент — гидрогеназу, не функционирующую в присутствии кислорода. Мелис обнаружил, что серное голодание прерывает внутреннюю циркуляцию кислорода, меняя окружение гидрогеназы таким образом, что она становится способна синтезировать водород. Впоследствии был обнаружен другой вид хламидомонад перспективный для целей производства биоводород — Chlamydomonas moeweesi.
В 2006 году исследователи из Университета Билефельда и Университета Квинсленда генетически модифицировали одноклеточную водоросль Chlamydomonas reinhardtii таким образом, что она стала производить существенно большие количества водорода. Получившаяся водоросль-мутант Stm6 может, в течение долгого времени производить в пять раз больше водорода, чем его предок, и давать 1,6—2,0 % энергетической эффективности.
2006 год — неопубликованная работа из Калифорнийского университета в Беркли (программа реализуется организацией MRIGlobal (англ.), по контракту с Национальной лабораторией возобновляемых источников энергии обещает разработку технологии с 10%-й энергетической эффективностью. Утверждается, что путём укорочения стека хлорофилла Tasios Melis возможно преодолеть 10%-й барьер.
2006 — В Университете Карлсруэ разрабатывается прототип биореактора, содержащего 500—1000 литров культуры водорослей. Этот реактор используется для доказательства реализуемости экономически эффективных систем такого рода в течение ближайших пяти лет.

## Биологическая основа
Биофотолиз воды — разложение воды на водород и кислород с участием микробиологических систем.
Во время фотосинтеза  цианобактерии  и зеленые водоросли  расщепляют воду на ионы водорода и электроны. Электроны переводятся на ферредоксин, [FeFe]-гидрогеназа переносит их на протоны с образованием газообразного водорода. Фотосистема II Chlamydomonas reinhardtii производит в прямом солнечном излучении 80% электронов, которые в конечном итоге находят свое место в газообразном водороде. LHCBM9 — светособирающий белок II в светособирающем комплексе эффективно поддерживает солнечную энергию. [FeFe]-гидрогеназа требует анаэробных условий, потому что кислород блокирует ее активность. Для изучения метаболических путей применяется спектроскопия Фурье.

### Укорочение антенных комплексов
Антенные системы хлорофилла в зеленых водорослях уменьшены или укорочены, чтобы максимизировать эффективность фотобиологического преобразования света в H2. Укороченная система сводит к минимуму поглощение и расточительное рассеивание света через отдельные клетки, что, в свою очередь, повышает эффективность использования света и повышает продуктивность фотосинтеза в колониях зеленых водорослей.

## Конструкция реактора

### Особенности конструкции биореактора
- Ограничения фотосинтетического производства водорода путём аккумулирования протонного градиента.
- Конкурентное ингибирование фотосинтеза водорода со стороны углекислого газа.
- Эффективность фотосинтеза возрастает, если с фотосистемой II связан бикарбонат
- Экономическая реализуемость. Энергетическая эффективность — коэффициент преобразования солнечного света в водород — должна достичь 7—10 % (водоросли в естественных условиях достигают в лучшем случае 0,1 %).

### Экономичность
Ферма водородопроизводящих водорослей площадью равной площади штата Техас производила бы достаточно водорода для покрытия потребностей всего мира. Около 25 000 км² достаточно для возмещения потребления бензина в США. Это в десять раз меньше чем используется в сельском хозяйстве США для выращивания сои.

## Другие способы микробиологического получение водорода
Водородообразующие микроорганизмы широко распространены в природе. Например, растущая культура Rhodopseudomonas capsulata выделяет 200—300 мл водорода на 1 грамм сухой биомассы. Микробиологическое образование водорода может идти из соединений углеводной природы (крахмал, целлюлоза).